# ورنس سنت هنرات
ورنس سنت هنرات (به فرانسوی: Varennes-Saint-Honorat) یک کمون در فرانسه است که در Canton of Allègre واقع شده‌است.

## خصوصیات
ورنس سنت هنرات ۱۱٫۹۱ کیلومترمربع مساحت و ۳۹ نفر جمعیت دارد و ۱٬۱۲۹ متر بالاتر از سطح دریا واقع شده‌است.